# Coincourt
Coincourt ist eine französische Gemeinde mit 121 Einwohnern (Stand 1. Januar 2022) im Département Meurthe-et-Moselle in der Region Grand Est (bis 2015 Lothringen). Sie gehört zum Arrondissement Lunéville und zum Gemeindeverband Pays du Sânon.

## Geografie
Die Gemeinde Coincourt liegt auf 240 m Meereshöhe, 15 Kilometer nordöstlich von Lunéville, an der Grenze zum Département Moselle.
Das Gemeindeareal umfasst einen Abschnitt nördlich des oberen Sânon-Tales. Abgesehen von kleineren Gehölzen im Osten und Südosten (Bois de la Saulnière und Bois Brûle) ist das etwa acht Quadratkilometer große Gemeindegebiet waldlos und von ausgedehnten Ackerflächen geprägt.
Im Gebiet der Gemeinde entspringen die Bachläufe Ruisseau des Tropes, Ruisseau de Nallauchamp und Ruisseau des Allemands, die unmittelbar südlich von Coincourt in den Sânon münden. Die Nordgrenze der Gemeinde folgt im Wesentlichen der Wasserscheide zum Flusssystem der Seille.
Die Häuser im Dorf gruppieren sich hufeisenförmig um das Zentrum mit der Kirche; etwas weiter außen liegen die sieben noch bestehenden Bauernhöfe. Am östlichen Dorfrand befindet sich der Friedhof, in unmittelbarer Nähe ein Wasserturm.
Nachbargemeinden von Coincourt sind Bezange-la-Petite im Norden, Moncourt im Nordosten, Xures im Südosten, Mouacourt im Süden, Parroy im Südwesten sowie Réchicourt-la-Petite im Nordwesten.

## Geschichte
Der Krummstab im Wappen verweist auf die frühere Existenz eines Priorates im Ort, die sechs Sterne stehen für sechs Beton-Blockhäuser, die an der Grenze zum Deutschen Reich während des Ersten Weltkrieges im Bereich des Gemeindegebietes errichtet wurden.
Vor dem Deutsch-Französischen Krieg 1870/71 gehörte Coincourt zum Kanton Vic-sur-Seille. Nach dem Vertrag von Frankfurt entstand aus dem südlichen Teil dieses Kantons der neue Kanton Arracourt, der bei Frankreich verblieb und zu dem auch Coincourt gehört.
Am 1. Januar 1973 wurden die Gemeinden Coincourt, Mouacourt und Xures nach Parroy eingemeindet. Am 1. Januar 1987 wurden diese Eingemeindungen wieder rückgängig gemacht.

### Bevölkerungsentwicklung
| Jahr      | 1946 | 1954 | 1962 | 1968 | 1990 | 1999 | 2006 | 2013 | 2021 |
| Einwohner | 166  | 177  | 152  | 135  | 118  | 114  | 139  | 141  | 114  |

Im Jahr 1836 wurde mit 539 Bewohnern die bisher höchste Einwohnerzahl ermittelt. Die Zahlen basieren auf den Daten von cassini.ehess und INSEE.

## Sehenswürdigkeiten
- Dorfkirche St. Deodatus (Église Saint-Dié) mit Ursprung im 15. Jahrhundert, rekonstruiert nach 1918

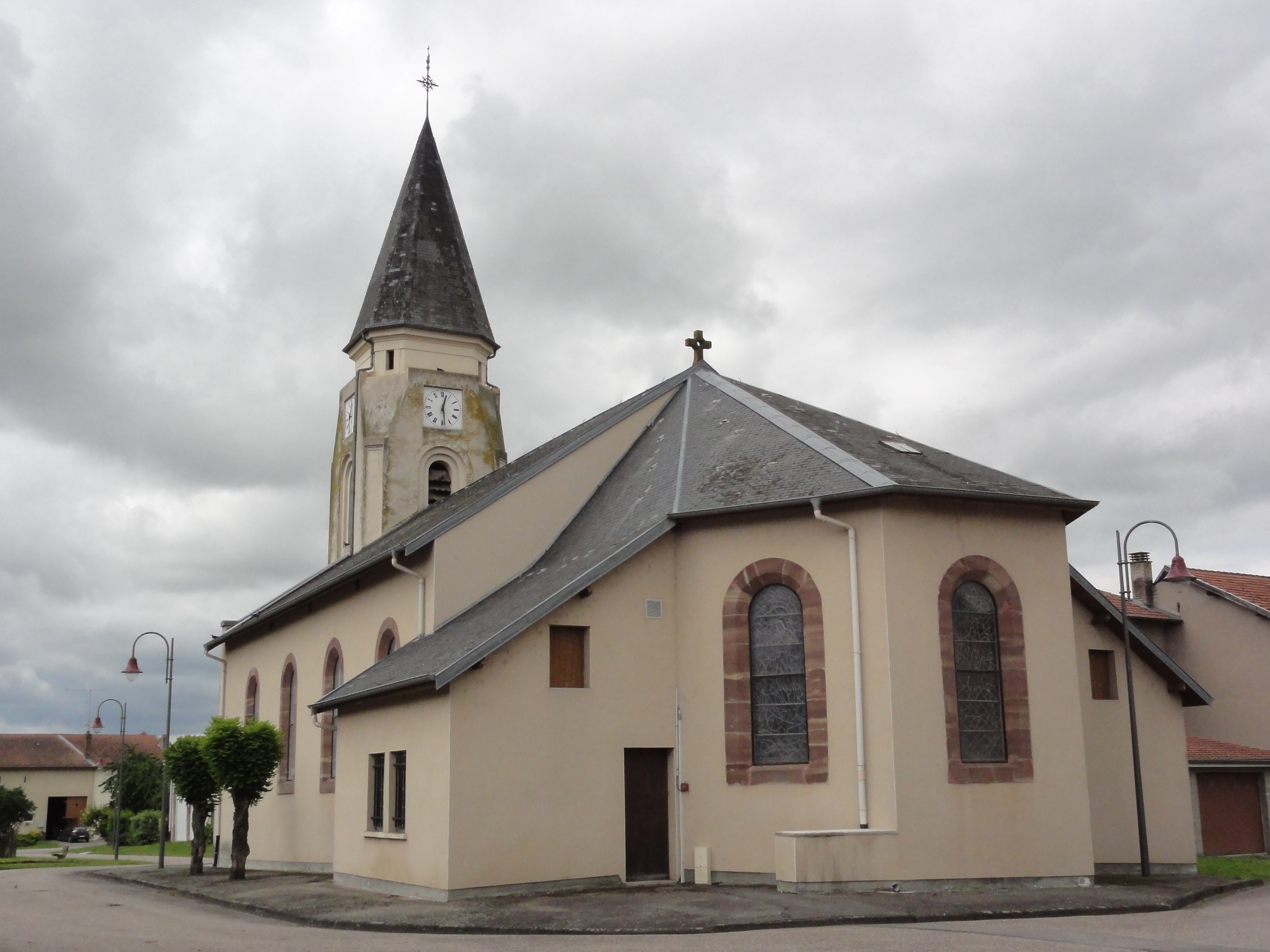
Kirche Saint-Dié
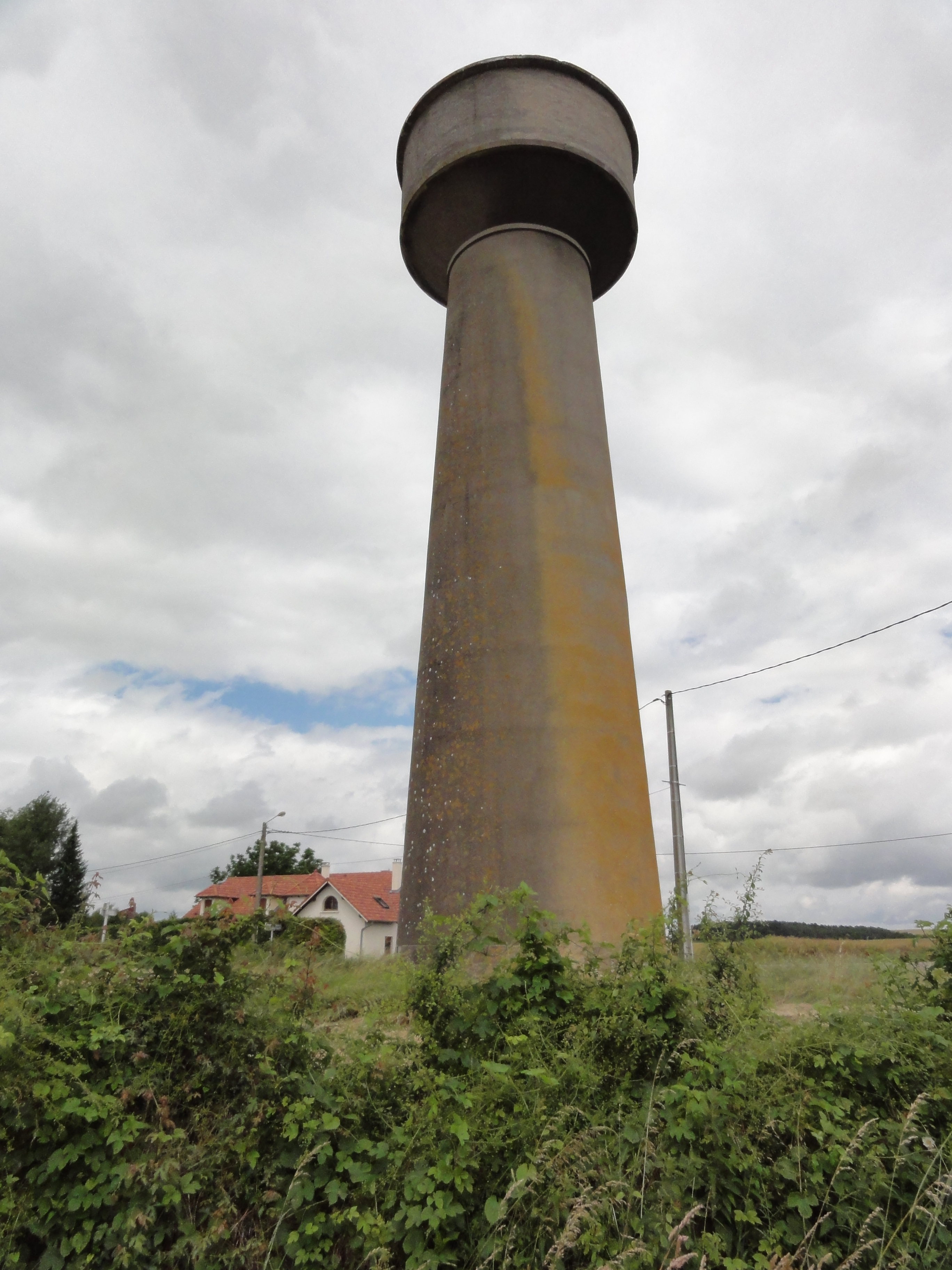
Wasserturm
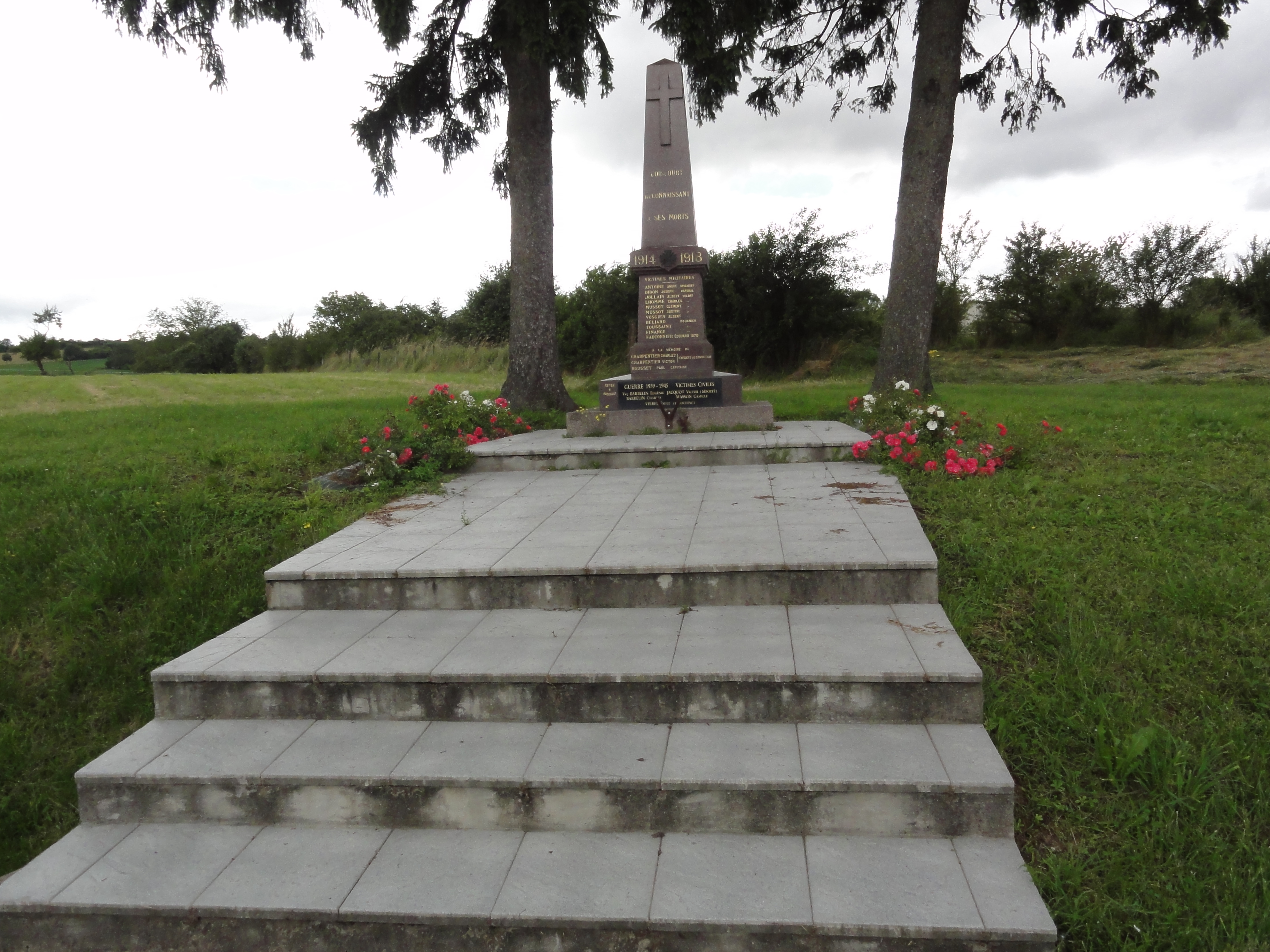
Gefallenendenkmal

## Wirtschaft und Infrastruktur
In Coincourt sind zehn Landwirtschaftsbetriebe ansässig (Getreideanbau, Milchviehhaltung, Imkerei).
Coincourt liegt abseits der überregional wichtigen Verkehrsadern. Die Gemeinde ist über die Nachbargemeinde Mouacourt an der Fernstraße von Dombasle-sur-Meurthe nach Sarrebourg zu erreichen. Weitere Straßen verbinden das Dorf mit den Gemeinden Moncourt, Parroy und Réchicourt-la-Petite. In der 13 Kilometer südlich gelegenen Gemeinde Bénaménil besteht ein Anschluss an die autobahnartig ausgebaute RN 4 von Nancy nach Straßburg.

## Belege
1. ↑  Wappenherkunft auf genealogie-lorraine.fr (französisch)
2. ↑  Coincourt auf cassini.ehess
3. ↑  Coincourt auf INSEE
4. ↑  Landwirtschaftsbetriebe auf annuaire-mairie.fr (französisch)